# Sân bay quốc tế Trung Xuyên Lan Châu
Sân bay quốc tế Trung Xuyên Lan Châu (IATA: LHW, ICAO: ZLLL) là một sân bay ở Lan Châu, Cam Túc, Cộng hòa Nhân dân Trung Hoa.
Sân bay này nằm cách trung tâm Lan Châu 70 km về phía bắc, được khai trương năm 2001 và hiện có 35 tuyến điểm ở Trung Quốc.

## Các hãng hàng không và các điểm đến
| Hãng hàng không                                   | Các điểm đến                                                                                   |
| ------------------------------------------------- | ---------------------------------------------------------------------------------------------- |
| Air China                                         | Bắc Kinh-Thủ đô, Thành Đô                                                                      |
| China Eastern Airlines                            | Bắc Kinh-Thủ đô, Trường Sa, Thành Đô, Trùng Khánh, Thượng Hải-Hồng Đào, Urumqi, Vũ Hán, Tây An |
| China Southern Airlines                           | Quảng Châu, Hàng Châu, Urumqi, Ôn Châu                                                         |
| Grand China Express điều hành bởi Hainan Airlines | Đôn Hoàng, Khánh Dương, Tây An                                                                 |
| Hainan Airlines                                   | Bắc Kinh-Thủ đô, Trùng Khánh, Quế Lâm, Thâm Quyến, Urumqi, Tây An                              |
| Shandong Airlines                                 | Gia Dục Quan, Thái Nguyên, Trịnh Châu                                                          |
| Shanghai Airlines                                 | Bắc Kinh-Thủ đô, Gia Dục Quan, Tây An                                                          |
| Shenzhen Airlines                                 | Trường Sa, Tây An                                                                              |
| Sichuan Airlines                                  | Thành Đô                                                                                       |
| Spring Airlines                                   | Thượng Hải - Phố Đông                                                                          |
| Xiamen Airlines                                   | Trịnh Châu                                                                                     |